# Automobiles Ruhl

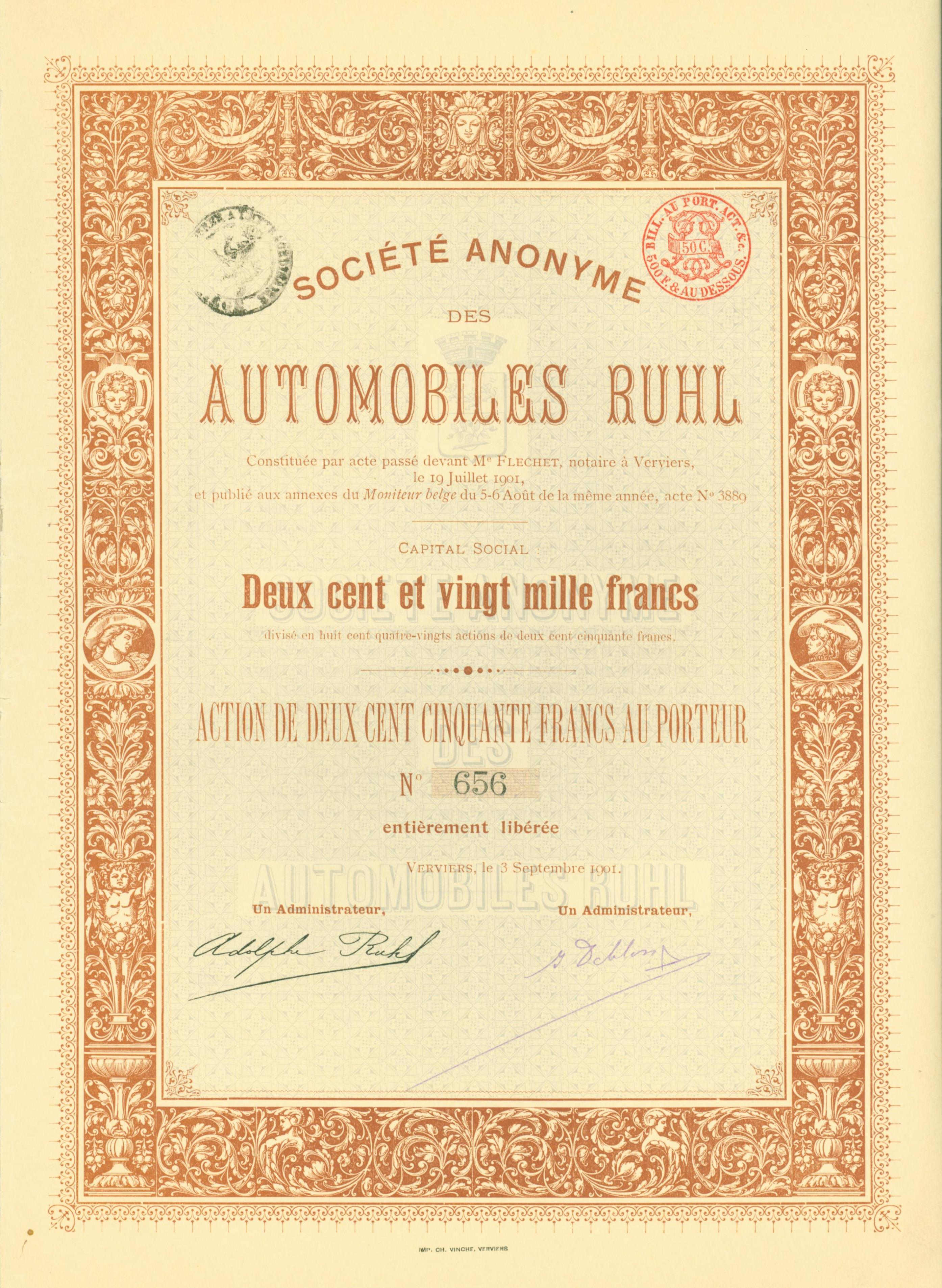
Aktie der S. A. des Automobiles Ruhl vom 3. September 1901

Die Société Anonyme des Automobiles Ruhl war ein belgischer Fahrzeughersteller aus Dison. Der Markenname lautete Ruhl.

## Unternehmensgeschichte
Adolphe Ruhl stellte in seinem Betrieb Ateliers de Construction Gross & Ruhl Dampfmaschinen und Ähnliches her. 1900 begannen Tests mit Automobilen. Er gründete am 19. Juli 1901 das separate Unternehmen für den Fahrzeugbau. Zeitweise waren 40 Mitarbeiter beschäftigt. Das Unternehmen geriet in finanzielle Schwierigkeiten, als 1908 die Bank Modera & Cie Bankrott ging, und wurde aufgelöst.

## Fahrzeuge
Bereits 1900 konstruierte Ruhl sein erstes Automobil, eine Voiturette 3 CV. Ab 1901 produzierte das Unternehmen sein erstes Serienmodell. 1904 folgten die Vierzylindermodelle 14 CV mit Kardanantrieb und 24 CV mit Kettenantrieb sowie das große Modell 40 CV, dessen Motor 9800 cm³ Hubraum hatte.
Außerdem entstanden Motorräder.